# Жигер Закіров
Жигер Закіров (каз. Жігер Закіров; нар. 10 листопада 1990, Мангистауська область) — казахський борець вільного стилю, срібний призер чемпіонату Азії, бронзовий призер Азійських ігор.

## Спортивні результати на міжнародних змаганнях

### Виступи на Чемпіонатах світу
| Змагання                        | Збірна    | Вагова категорія          | Місце |
| ------------------------------- | --------- | ------------------------- | ----- |
| Чемпіонат світу з боротьби 2015 | Казахстан | вільна боротьба, до 74 кг | 25    |

### Виступи на Чемпіонатах Азії
| Змагання                       | Збірна    | Вагова категорія          | Місце  |
| ------------------------------ | --------- | ------------------------- | ------ |
| Чемпіонат Азії з боротьби 2015 | Казахстан | вільна боротьба, до 74 кг | 5      |
| Чемпіонат Азії з боротьби 2016 | Казахстан | вільна боротьба, до 74 кг | Срібло |

### Виступи на Азійських іграх
| Змагання                        | Збірна    | Вагова категорія          | Місце  |
| ------------------------------- | --------- | ------------------------- | ------ |
| Азійські ігри в приміщенні 2017 | Казахстан | вільна боротьба, до 74 кг | Бронза |

### Виступи на інших змаганнях
| Змагання                                    | Збірна    | Вагова категорія                 | Місце  |
| ------------------------------------------- | --------- | -------------------------------- | ------ |
| Гран-прі Німеччини з боротьби 2013          | Казахстан | вільна боротьба, до 74 кг        | Бронза |
| Меморіал Вацлава Циолковського 2013         | Казахстан | вільна боротьба, до 74 кг        | 5      |
| Міжнародний турнір Дінмухамеда Кунаєва 2013 | Казахстан | вільна боротьба, до 74 кг        | Бронза |
| Кубок Тахті 2014                            | Казахстан | вільна боротьба, до 74 кг        | 8      |
| Турнір Олександра Медведя 2014              | Казахстан | вільна боротьба, до 74 кг        | Бронза |
| Міжнародний турнір Дінмухамеда Кунаєва 2014 | Казахстан | вільна боротьба, до 74 кг        | Срібло |
| Гран-прі «Іван Яригін» 2015                 | Казахстан | вільна боротьба, до 74 кг        | 9      |
| Турнір Олександра Медведя 2015              | Казахстан | вільна боротьба, до 74 кг        | 19     |
| Турнір Алі Алієва 2015                      | Казахстан | вільна боротьба, до 74 кг        | Бронза |
| Кубок Президента Казахстану з боротьби 2015 | Казахстан | вільна боротьба, до 74 кг        | Золото |
| Інтерконтінентальний кубок з боротьби 2015  | Казахстан | вільна боротьба, до 74 кг        | Срібло |
| Меморіал Вацлава Циолковського 2016         | Казахстан | вільна боротьба, до 74 кг        | Срібло |
| Гран-прі Німеччини з боротьби 2016          | Казахстан | вільна боротьба, до 74 кг        | 7      |
| Інтерконтінентальний кубок з боротьби 2016  | Казахстан | вільна боротьба, до 74 кг        | 9      |
| Золотий Гран-прі з боротьби 2016            | Казахстан | вільна боротьба, до 74 кг        | Бронза |
| Турнір Дана Колова — Николи Петрова 2017    | Казахстан | вільна боротьба, до 74 кг        | Бронза |
| Меморіал Вацлава Циолковського 2017         | Казахстан | вільна боротьба, до 74 кг        | Срібло |
| Кубок Ахмата Кадирова 2017                  | Казахстан | вільна боротьба, до Teamevent кг | 6      |
| Інтерконтінентальний кубок з боротьби 2017  | Казахстан | вільна боротьба, до 86 кг        | 20     |
| Відкритий кубок Монголії з боротьби 2019    | Казахстан | вільна боротьба, до 79 кг        | Срібло |
| Турнір міста Сассарі з боротьби 2019        | Казахстан | вільна боротьба, до 79 кг        | 11     |
| Інтерконтінентальний кубок з боротьби 2019  | Казахстан | вільна боротьба, до 79 кг        | 5      |